# Théorème de Stickelberger
En mathématiques, le théorème de Stickelberger est un résultat de la théorie algébrique des nombres, qui donne certaines informations sur la structure du module de Galois des groupes de classes des corps cyclotomiques. Il a été démontré par Ludwig Stickelberger en 1890.

## Énoncé
Soit {\displaystyle \mathbb {Q} (\zeta _{m})} une extension cyclotomique de ℚ, de groupe de Galois {\displaystyle G=\{\sigma _{a}|a\in (\mathbb {Z} /m\mathbb {Z} )^{*}\}}, et considérons l'algèbre ℚ[G] du groupe. Définissons l'élément de Stickelberger {\displaystyle \theta \in \mathbb {Q} [G]} par 
et prenons {\displaystyle \beta \in \mathbb {Z} [G]} tel que {\displaystyle \beta \theta \in \mathbb {Z} [G]}. Alors {\displaystyle \beta \theta \,} est un annulateur pour le groupe des classes d'idéaux de {\displaystyle \mathbb {Q} (\zeta _{m})}, comme module de Galois.
Remarque : θ lui-même n'est pas nécessairement un annulateur, il se peut que seuls ses multiples dans ℤ[G] le soient.